# Freddy Carter
Frederick James Carter (Devon, 27 de enero de 1993) es un actor y director británico. Interpreta a Kaz Brekker en la serie de fantasía de Netflix Sombra y Hueso (2021-2023). Anteriormente protagonizó como Peter (Pin) Hawthorne en Free Rein (2017-2019), también en Netflix.

## Primeros años y educación
Carter nació el 27 de enero de 1993 en Plymouth, Devon y creció principalmente en Somerset. Como su padre era militar, pasó parte de su infancia de un lado para otro, con estancias en Chipre y Virginia. Su hermano mayor es el también actor Tom Austen; también tienen un hermano de enmedio. Los tres fueron al colegio en Queen's College en Taunton. Una producción de Jerusalem protagonizada por Mark Rylance que Carter vio en Londres cuando tenía 16 años le inspiró para dedicarse a la interpretación. Se formó en interpretación en la Oxford School of Drama, donde se graduó en 2015.

## Carrera
Tras graduarse, Carter formó parte de la compañía de la producción del Rose Theatre Kingston de Las guerras de las rosas rosas dirigida por Trevor Nunn. Carter debutó en la pantalla como soldado en la película de DC Comics de 2017, Wonder Woman]. Ese mismo año, Carter consiguió su primer papel importante como protagonista Peter "Pin" Hawthorne en la serie de Netflix, Free Rein. También interpretó este papel en los especiales Navidad y San Valentín. Protagonizó el papel de Alexander Flint en la producción teatral de 2018 de la obra de Harley Granville-Barker Agnes Colander en el Ustinov Studio del Theatre Royal en Bath. Carter interpretó después a Ellis en la película de terror de 2018 El convento.
En 2019, Carter escribió y dirigió su primer cortometraje, No. 89. También tuvo un papel principal como Tom en la miniserie de Channel 5 15 Days y un papel recurrente como Jason Ripper en la serie estadounidense de DC Comics Pennyworth.
En octubre de 2019, se anunció que Carter protagonizaría el papel de Kaz Brekker en la serie de Netflix de 2021 Sombra y Hueso, una adaptación de la serie de libros de fantasía La trilogía de Grisha y la Seis de cuervos de Leigh Bardugo. Muchas publicaciones destacaron la mitad de Seis de cuervos para elogiarla aún más, entre ellas Rolling Stone, Vulture Magazine, y CNET. Tiene próximos papeles en la miniserie de Apple TV+ Masters of the Air y en la adaptación de Paramount+ de la obra de Elizabeth Macneal The Doll Factory.

## Filmografía
| Año       | Título                                     | Papel                 | Notas                                |
| --------- | ------------------------------------------ | --------------------- | ------------------------------------ |
| 2017      | Wonder Woman                               | Soldado               | Extra                                |
| 2017-2019 | A rienda suelta                            | Peter "Pin" Hawthorne | Papel principal; 32 episodios        |
| 2018      | Heretiks                                   | Ellis                 |                                      |
| 2018      | A rienda suelta: Doce relinchos de Navidad | Peter "Pin" Hawthorne | Papel principal; 4 episodios         |
| 2019      | 15 Days                                    | Tom                   | Papel principal; 4 episodios         |
| 2019      | Pennyworth                                 | Jason Ripper          | Recurrente 1° temporada; 3 episodios |
| 2021-2023 | Shadow and Bone                            | Kaz Brekker           | Papel principal; 16 episodios        |
| 2022      | Impact Winter                              | Jory Hobbes           | Recurrente 1° temporada; 4 episodios |
| 2022      | American Carnage                           | Scott                 |                                      |
| unknown   | Masters of the Air                         | Lt. David Friedkin    | Miniserie de Apple TV+               |
| unknown   | The Doll Factory                           | Gideon                | Serie Paramount+                     |
| unknown   | Recursive Dreams                           | Ray                   | Corto SciFi                          |
| 2025      | Five nights at Freddy’s 2                  |                       | Película de cine                     |

| Año  | Título           | Nota  |
| ---- | ---------------- | ----- |
| 2017 | No.89            | Corto |
| 2023 | Broken Gargoyles | Corto |

## Vida personal
Carter se casó con Caroline Ford el 3 de diciembre de 2022, tras conocerse en el rodaje de Free Rein y mantener una relación desde 2018.
Carter se dedica a la fotografía como hobby. En una entrevista con Glass Magazine mencionó que tiene más de nueve cámaras fotográficas.